# Kalliapseudes messingi
Kalliapseudes messingi is een naaldkreeftjessoort uit de familie van de Kalliapseudidae. De wetenschappelijke naam van de soort is voor het eerst geldig gepubliceerd in 2007 door Drumm.